# El Molo (Ethnie)

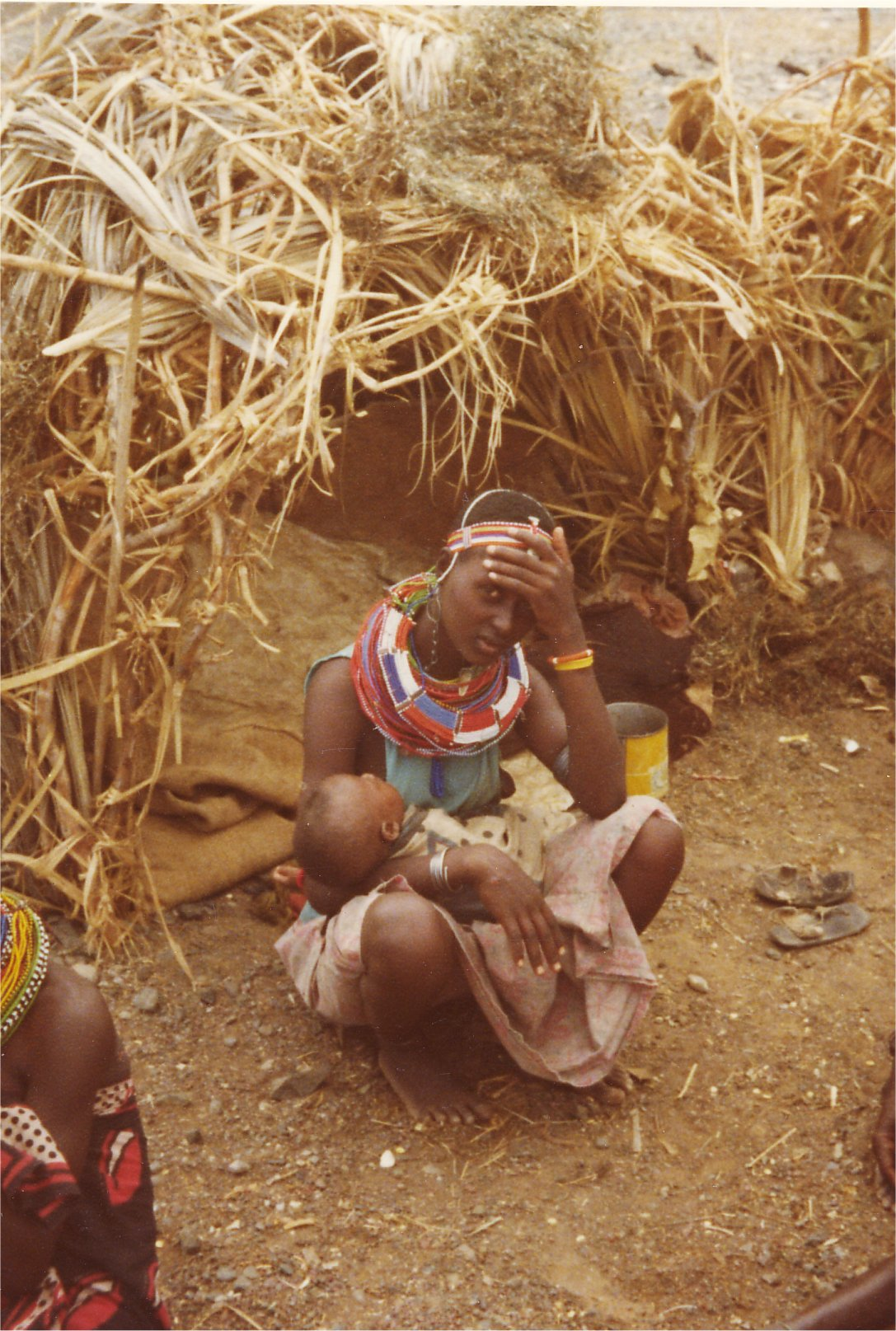
El Molo, 1979

Die El Molo sind eine zahlenmäßig kleine Volksgruppe, die in der Ostregion Kenias am südöstlichen Ufer des Turkanasees lebt.
Die ursprüngliche Sprache der El Molo, die zu den Omo-Tana-Sprachen innerhalb der kuschitischen Sprachgruppe gehört, ist nahezu verschwunden, so wurde sie 1994 noch von acht Menschen gesprochen, während die Zahl der ethnischen El Molo für 2007 auf 700 geschätzt wurde. Die meisten El Molo sprechen heute Maa – die Sprache der verbündeten Samburu – oder Turkana.
Die traditionelle Eigenbezeichnung der El Molo ist Gurapau, von gura („Leute“) und pau („See“). El Molo stammt ebenfalls aus ihrer Sprache und bedeutet „diese Person“ oder „er“. Die Samburu nennen sie Ldes oder Ildes („Leute vom See“) und die Rendille Dehes, die Turkana Ngimoile oder Ngimooloi, die Dassanetch Hereŋ.
Ihren eigenen Überlieferungen zufolge stammen die El Molo aus dem Gebiet nördlich des Turkanasees. Sie verweisen auf einen Berg Gulet, den sie besiedelt haben sollen und der heute unbewohnt sein soll. Diese Überlieferungen stimmen mit der sprachwissenschaftlichen Erkenntnis überein, wonach sich die Sprecher von Omo-Tana-Sprachen vom südlichen äthiopischen Hochland aus verbreiteten.
Traditionell lebten die El Molo von der Fischerei im Turkanasee sowie von der Jagd, während die meisten benachbarten Volksgruppen von Viehzucht leben. Als Ende des 19. Jahrhunderts die Hirtenvölker durch Rinderpest und weitere Seuchen ihre Herden verloren und Hunger litten, suchten zahlreiche verarmte Samburu und auch einige Rendille Zuflucht bei den El Molo, deren Lebensgrundlagen nicht beeinträchtigt waren. Sie ließen sich bei den El Molo nieder und betrieben ebenfalls Fischerei und Jagd, bis sie wieder zur Viehhaltung zurückkehren konnten, indem sie Vieh von den Turkana, den Dassanetch und selbst von den verbündeten Rendille raubten. Da die Samburu-Zuwanderer weit zahlreicher als die El Molo selbst waren, begannen die El Molo zur Sprache der Samburu zu wechseln und kulturelle Elemente von den Samburu zu übernehmen. Zu diesen gehörten Schmuck, Frisuren und auch die Knabenbeschneidung, die sie zuvor nicht praktiziert hatten (während die Klitorisbeschneidung von Mädchen seit je üblich war). Es kam zu Mischehen, die früher nicht möglich gewesen wären, da die Samburu Rinder als Brautpreis verlangten und die El Molo kein Vieh hielten.
In historischen Quellen werden auch andere Fischergruppen am Turkanasee – etwa eine weiter nördlich am Ostufer lebende Dassanetch-sprachige Gruppe – als „El Molo“ bezeichnet. Der erste Europäer, der den eigentlichen El Molo begegnete, war womöglich A.H. Neumann 1898.
Die El Molo pflegen friedliche Beziehungen mit benachbarten Völkern, zumal sie als kleine und militärisch schwache Gruppe darauf angewiesen sind. Der erste bekannte Angriff auf sie ereignete sich 1921, als eine Gruppe von Samburu-Kriegern ein Fischerlager überfiel, das sie für ein Lager der Borana oder einer Gruppe aus Äthiopien gehalten hatten. Acht El Molo wurden dabei getötet. Die Kolonialverwaltung sorgte dafür, dass die El Molo von der betreffenden Untergruppe der Samburu Tausende Schafe und Ziegen als Entschädigung erhielten. Damit begannen sie in größerem Ausmaß Vieh zu halten, während sie zuvor nur wenige Stück Kleinvieh zur Ergänzung ihrer Wirtschaftsweise hatten. Die Viehzucht verstärkte ihre Beziehungen zu den Samburu. Später erwarben sie auch Rinder.
Europäer betrachteten die El Molo aufgrund ihrer geringen Zahl und der kulturellen Beeinflussung durch die Samburu oft als „aussterbendes Volk“. So wurden 1934 nur mehr 84 gezählt. Die koloniale Verwaltung, die von 1911 bis 1915 einen Posten in Loiyangalani hatte und danach den Kontakt mit den El Molo durch Patrouillen aufrechterhielt, hegte Sympathien für sie, da sie als bedrohtes Volk galten. Doch während die ursprüngliche Sprache außer Gebrauch gerät und die Vermischung mit den Samburu anhält, ist die Bevölkerungszahl der El Molo gewachsen, von 143 im Jahre 1958 über 235 1976 bis zu rund 700 im Jahre 2007.